# 行幸通
行幸通（日语：／ Gyōkō-dōri），正式名稱為東京都道404號皇居前東京停車場線（日语：／ Tōkyō todō Yonhyakuyon gō Kōkyo zen Tōkyō teishajōsen），是日本東京都千代田區的一條特例都道，連接皇居和東京站。由於此路乃天皇行幸至東京站的必經之路，故此路得名「行幸通」。

## 歷史

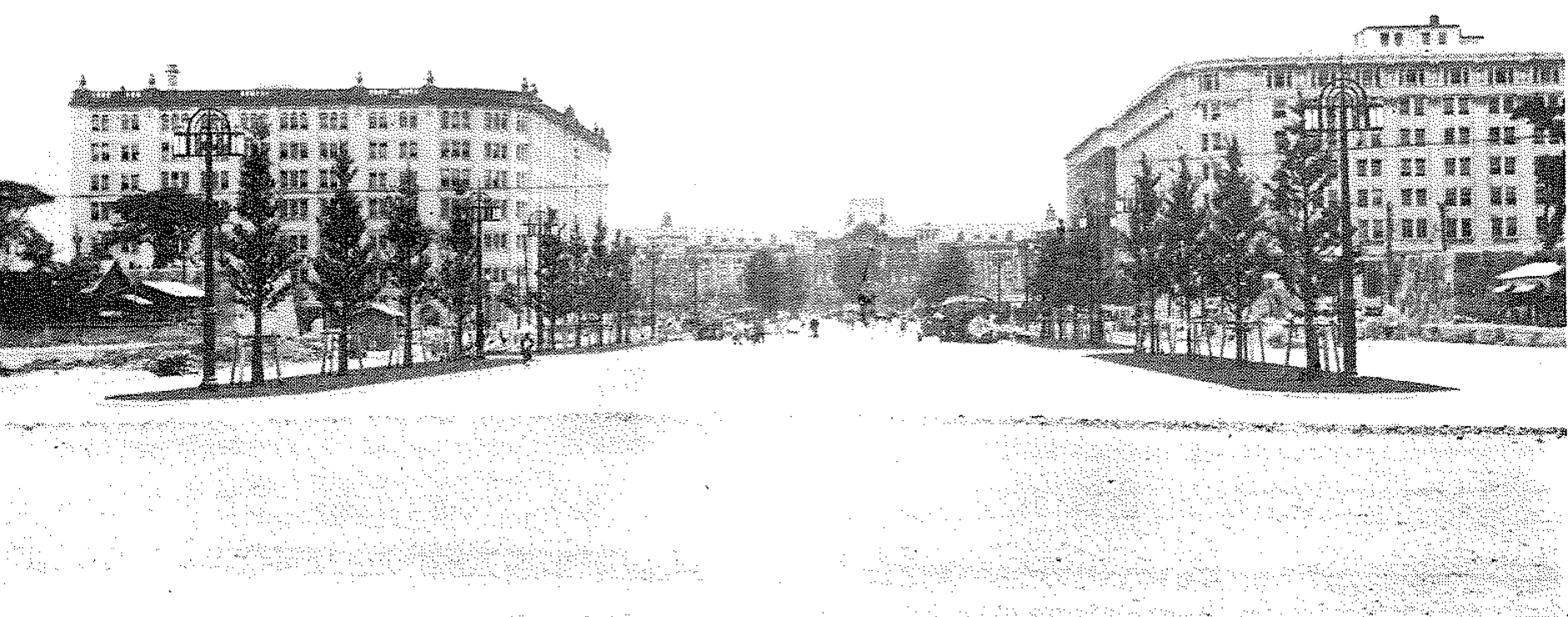
1926年（大正15年）的行幸通
（《土木建築工事畫報》圖）

1923年（大正十二年）9月27日，帝都復興院成立，並開始進行關東大地震後的地震重建振興項目。作為地震重建振興項目的其中一環，東京市内連接皇居和田倉門和東京站的行幸通即被規劃為一條寬闊的標準道路。1924年（大正十三年）9月，行幸通動工興建，其時耗資62萬日圓；行幸通在1926年（大正十五年）7月竣工。行幸通的快車道（馬車道）在後來曾經經過整修。由於行幸通擁有良好景觀，且能代表東京的道路空間，其與東京站丸之內口站前廣場一同獲得「2018年度優良設計獎100強」獎項，並獲得優良設計獎評審委員會的高度評價。

## 現況
行幸通共佔地4456坪（1.9萬平方米），總長200米，寬73米，其中快車道（馬車道）佔中央的57米，慢車道佔12米，而行人路則佔最外面的8米。行幸通路旁種有東京都的都樹银杏樹，亦設有街燈。行幸通路中央鋪滿碎石，而其地下則設行人隧道。

### 馬車道
行幸通的道路中央為快車道（馬車道）。只有在國家節慶，又或是新任駐日本大使上任時，方會有馬車行經行幸通。新任駐日本大使會在乘馬車前往皇居後，會向天皇呈上國書。最近一次有馬車經行幸通進入皇居是在2017年（平成二十九年）12月11日，其時貝寧和埃及新任駐日本大使乘坐馬車經行幸通進入皇居參見時任天皇明仁，這也是相隔十年來再度舉行外國使節乘坐馬車經行幸通前往皇居的儀式。
快車道（馬車道）在好一段時間内專供天皇行幸和駐日本大使呈上國書之用，而一般車輛並不能通過快車道（馬車道）。快車道（馬車道）在整修後於2010年（平成二十二年）4月12日開放予一般車輛行駛，並成為東京居民及在鄰近辦公室工作的上班族聚集的空間。

## 外部連結
- 東京都 （页面存档备份，存于）
  - 東京都建設局 （页面存档备份，存于）
  - 東京都都市整備局 （页面存档备份，存于）
- 千代田區